# 도도로키역 (도쿄도)
도도로키역(일본어: 等々力駅、とどろきえき)은 일본 도쿄도 세타가야구에 있는 도쿄 급행 전철의 역이다. 역 번호는 OM13이다.

## 역 구조
섬식 승강장 1면 2선의 지상역이다. 역사는 승강장에서 후타코타마가와 방향으로 연속 왕복선 사이에 위치하고 있다. 역 옆의 도로와 역사를 연결하는 구내 건널목이 있고 그 위치에서 역사로 들어간다.
2014년, "도쿄 도시대학 도도로키 캠퍼스 앞"이라는 시설 안내 간판이 승강장 내 역명판에 게시되었다.
덴엔토시 선과의 연계 및 급행화와 관련해서 지하화의 계획도 있었으나 인근의 토도로키 계곡과 관련하여 주민들의 반발이 극심하여 현재는 보류상태이다.

### 승강장
| 승강장 | 노선        | 방향 | 행선                                              |
| ------ | ----------- | ---- | ------------------------------------------------- |
| 1      | 오이마치 선 | 하행 | 후타코타마가와・미조노쿠치 방면                   |
| 2      | 오이마치 선 | 상행 | 지유가오카・오오카야마・하타노다이・오이마치 방면 |

## 역 주변
- 세타가야 구청 다마가와 종합 지소
- 다마가와 구민 회관
- 경시청 다마가와 경찰서
- 다마가와 우체국
- 세타가야 도도로키 우체국
- 세타가야 노게 우체국
- 도도로키 계곡 (도쿄 도 지정 명승)
- 만간지
- 일본체육대학 본부・세타가야후카사와 캠퍼스 - 도보 18분
- 도쿄 도시대학 도도로키 캠퍼스
  - 도쿄 도시대학 도도로키 중・고등학교
- 도쿄 도립 원예 고등학교

도도로키 육상 경기장과 도도로키 아레나의 지명에서 가나가와현 가와사키시 나카하라구의 도도로키는 과거에는 같은 마을(도도로키 마을)이었으며, 다마강의 대체적 대안에 위치하지만 본 역 부근에서 다마강을 건너는 다리는 없다.

## 역사
- 1929년 11월 1일: 영업 개시.

## 사진

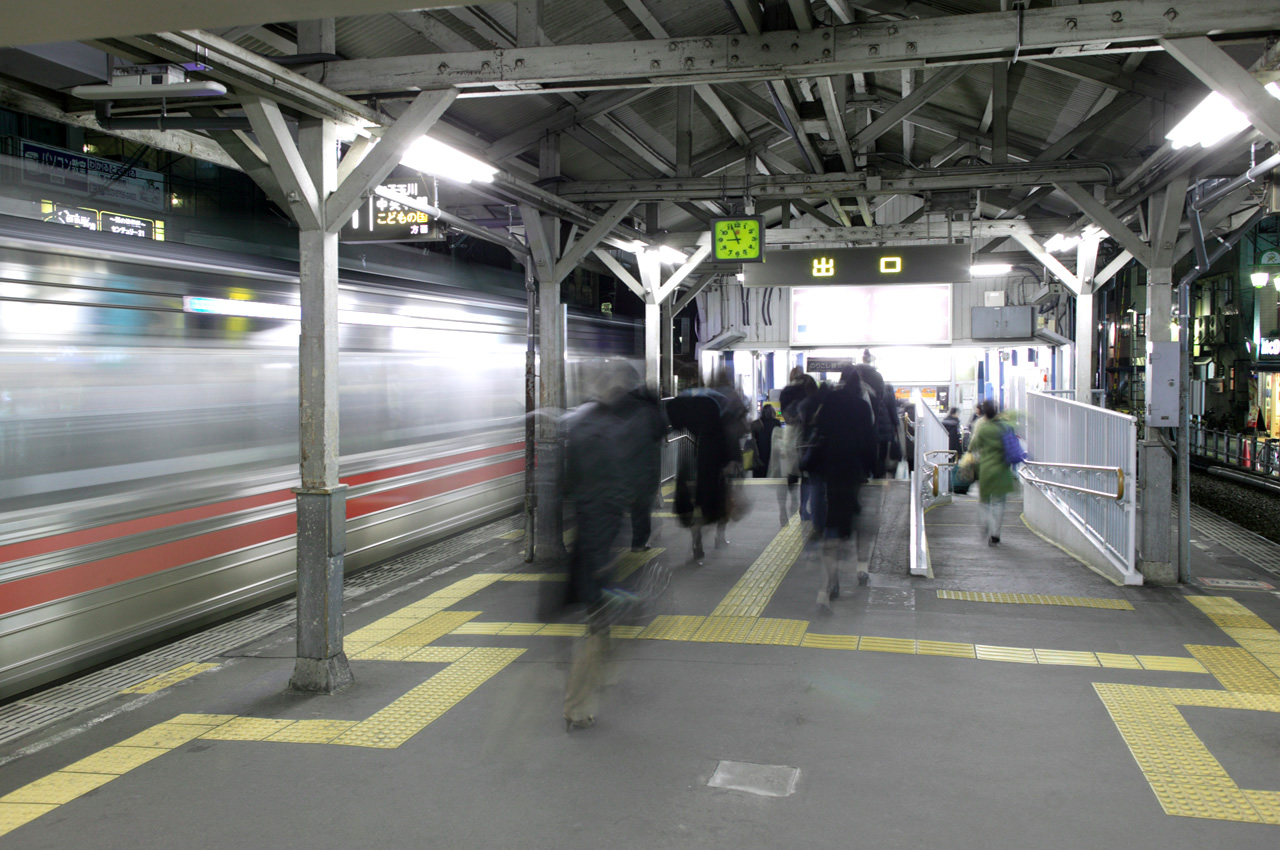
승강장에서 본 개찰구

## 인접역
| 도쿄 급행 전철 오이마치 선     | 도쿄 급행 전철 오이마치 선                                                | 도쿄 급행 전철 오이마치 선     |
| ------------------------------ | ------------------------------------------------------------------------- | ------------------------------ |
| OM 12 오야마다이 오이마치 방면 | □ 각역정차 (후타코신치, 다카쓰 통과) ■ 각역정차 (후타코신치, 다카쓰 정차) | 가미노게 OM 14 미조노쿠치 방면 |